# Cedros (Horta)
Cedros es una freguesia portuguesa perteneciente al municipio de Horta, situado en la Isla de Faial, Región Autónoma de Azores. Según el censo de 2021, tiene una población de 872 habitantes.

## Economía
La agricultura es la principal actividad económica de los habitantes de esta freguesia. Su suelo es uno de los más fértiles de la isla. El clima es menos húmedo hacia el norte y casi no hay niebla. El trigo, el maíz, el ñame, el frijol, la papa y la batata son sus cultivos más importantes.
Debido a una dependencia excesiva y casi exclusiva de la agricultura, enfrenta cierta vulnerabilidad. Para contrarrestar esto, se ha enfatizado en la necesidad de crear pequeñas industrias y comercios, así como invertir en el desarrollo del turismo rural. 